# 西村鋼太
西村 鋼太（にしむら こうた）は千葉県木更津市出身のキックボクサー。現役時代は花澤ジム所属。
1996年からマーシャルアーツ日本キックボクシング連盟の第9代フライ級王者の座にあり、デビュー戦から無敗のまま1999年10月に引退した。2017年現在、富津市の菅原道場でコーチを勤める。